# مورتيمر ويلسون
مورتيمر ويلسون (بالإنجليزية: Mortimer Wilson)‏ هو ملحن أمريكي، ولد في 6 أغسطس 1876 في تشارشن في الولايات المتحدة، وتوفي في 27 يناير 1932 في نيويورك في الولايات المتحدة.

## وصلات خارجية
- مورتيمر ويلسون على موقع IMDb (الإنجليزية)
- مورتيمر ويلسون على موقع ميوزك برينز (الإنجليزية)
- مورتيمر ويلسون على موقع أول ميوزيك (الإنجليزية)